# 相良頼綱
相良 頼綱（さがら よりつな、1876年（明治9年）11月17日 - 1966年（昭和41年）12月19日）は、大正時代から昭和時代の華族。相良氏第37代当主。子爵。人吉藩14代藩主相良頼基の4男。

## 経歴
1892年（明治25年）7月、学習院初等学科を卒業。外国語学校に進学。後に林学を学ぶ。帝室林野管理局技手に採用される。辞職後、山林を経営する。1924年（大正13年）、養父頼紹の死去にともない、家督を相続する。1954年（昭和29年）人吉市名誉市民第1号となる。墓所は相良氏代々の菩提寺である願成寺。

## 家族
- 父：相良頼基
- 母：金 - 嶋田清助の長女
- 養父：相良頼紹
- 正室：壽子 - 稲葉久通の娘
- 子女
  - 男子：相良頼知（よりのり）
  - 男子：相良綱二
  - 女子：嶋子 - 真田幸治夫人
  - 女子：充子 - 伊藤銃次郎夫人

## 栄典
- 1902年（明治35年）4月30日 - 従五位[2]
- 1924年（大正13年）5月15日 - 従四位[3]
- 1945年（昭和20年）1月15日 - 御紋付木杯[4]